# Kempen (Region)

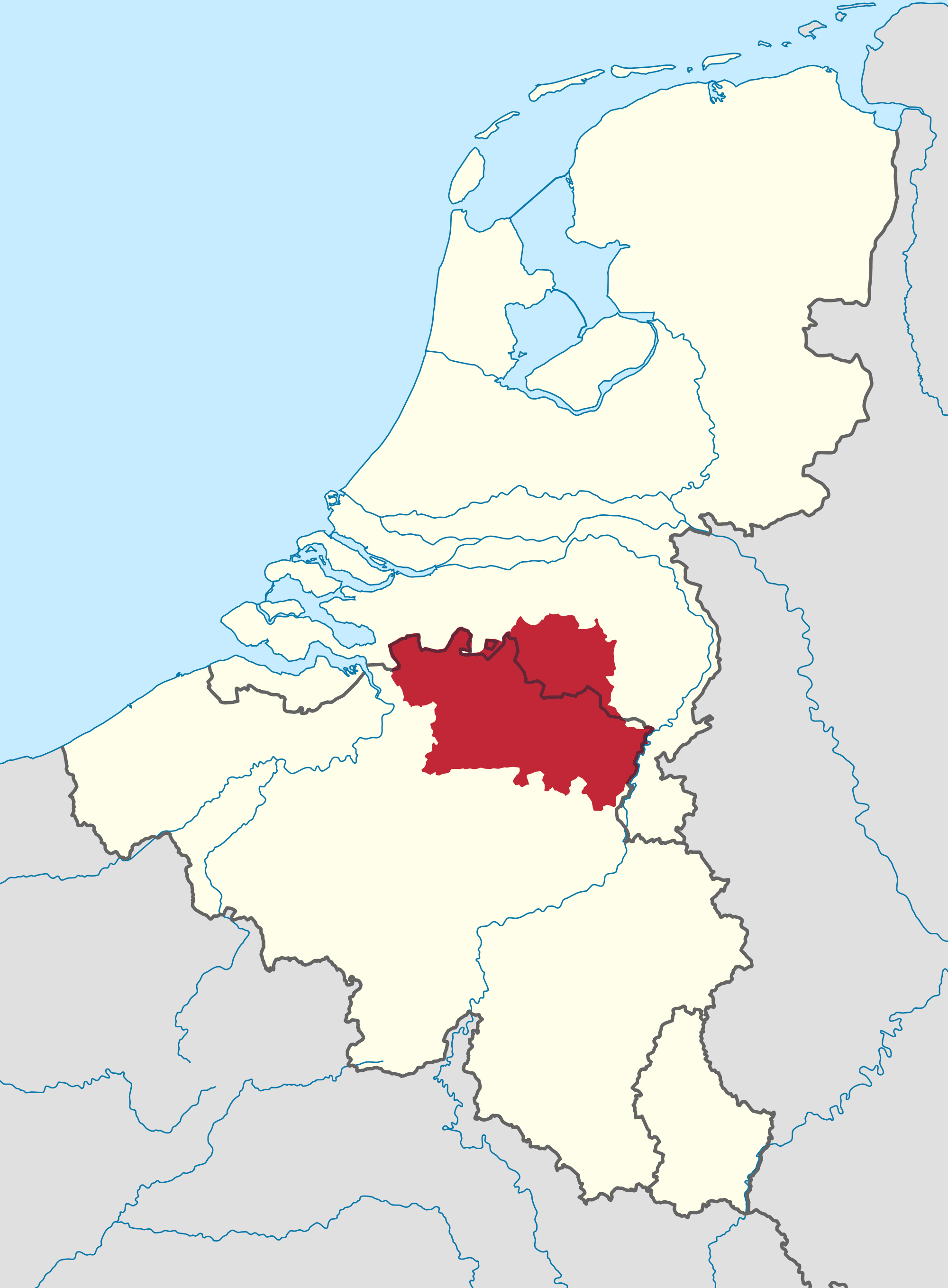
Die Kempen (Belgien und Niederlande)

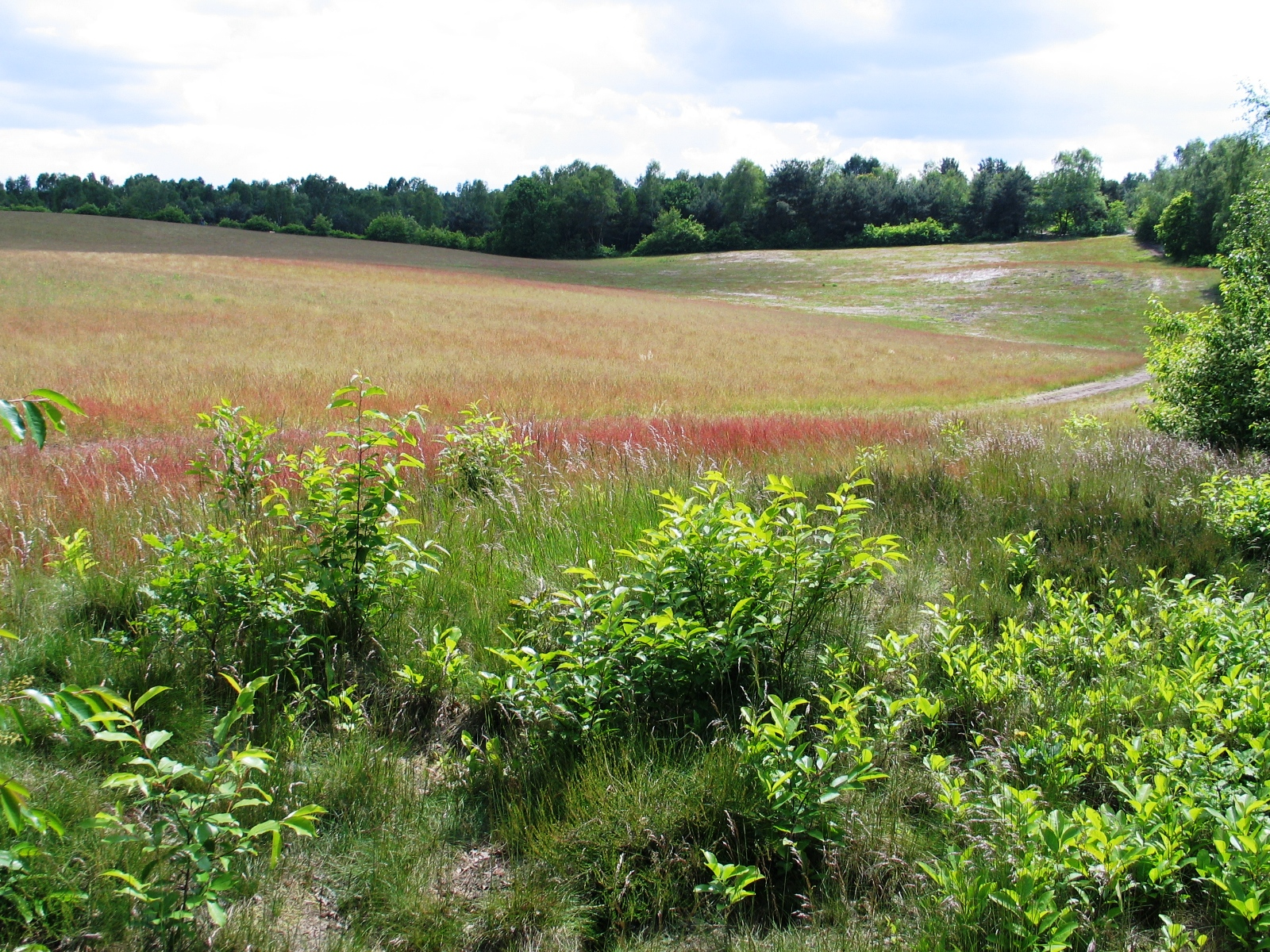
Naturschutzgebiet „de Teut“ in der kempischen Gemeinde Zonhoven

Die Kempen (auch Kempenland genannt, französisch Campine) sind eine flache Sand- und Heidelandschaft in den belgischen Provinzen Antwerpen und Limburg und im Süden der niederländischen Provinz Noord-Brabant.
Das Gebiet erstreckt sich von der Stadt Lier, 20 km östlich von Antwerpen, südwestlich von Eindhoven und westlich von Maaseik. Die Hauptstadt der Kempen ist Turnhout.
Die Römer gaben diesem sandigen Grenzbezirk an der Maas den Namen Campina (Felder), woraus die heutige niederländische Bezeichnung entstand.

## Industrie und Bergbau
Wegen des sandigen Bodens waren die Kempen bis ins 19. Jahrhundert ein armes, von ertragsschwacher Landwirtschaft geprägtes Gebiet. Größere Städte fehlten.
Mitte bis Ende des 19. Jahrhunderts siedelten sich verschiedene Metallfabriken in der dünn bevölkerten Gegend an. Obwohl diese Betriebe, die Zinkfabriken wie in Lommel, Balen, Overpelt, Olen und Budel und die Arsenikfabrik in Bocholt, die Umwelt stark verschmutzten, war man seinerzeit über die vielen neuen Arbeitsplätze froh. Die Verschmutzung wirkt an diesen Orten bis heute nach. So ist es dort verboten, das Grundwasser zu trinken.
1901 wurde im Limburger Steinkohlerevier (niederländisch Kempens steenkoolbekken) Steinkohle entdeckt.
Im Kempenland befand sich zeitweilig eines der fünf belgischen Kohlenreviere.
Mitte der 1960er Jahre förderten die sechs dortigen Zechen pro Jahr zehn Millionen Tonnen Kohle (zum Vergleich: die 36 Zechen im französischen Sprachgebiet (Wallonie) förderten etwa gleich viel).
Eindhoven entwickelte sich im Zuge der Industrialisierung und eines anhaltenden Bevölkerungswachstums maßgeblich durch das Wachstum der Firma Philips zu einer Großstadt.